# Tuchenbach
Tuchenbach er en kommune i Landkreis Fürth i Regierungsbezirk Mittelfranken i den tyske delstat Bayern. Den er en del af Verwaltungsgemeinschaft Obermichelbach-Tuchenbach.

## Geografi
Kommunen ligger omkring 15 kilometer vest for byen Fürth.

### Nabokommuner
Nabokommuner er Obermichelbach, Veitsbronn, Puschendorf og byen Herzogenaurach.